# Anastasi d'Alexandria
Anastasi d'Alexandria (copte: Ⲁⲛⲁⲥⲧⲁⲥⲓⲟⲥ; àrab: انسطاسيوس, Anasṭāsiyūs) (?-18 de desembre de 616) va ser patriarca copte d'Alexandria de l'any 605 al 616.
Era un noble nascut a Alexandria. a Egipte. Abans de convertir-se en papa de l'Església Copta, va ser supervisor de la cort patriarcal, fins que va ser ordenat sacerdot. Els bisbes i el clergat de l'Església Copta el van elegir per unanimitat com a successor del papa Damià. Sawiris ibn al-Muqaffa va escriure la seva biografia a la Història dels patriarques coptes (Síyar al-baya al-muqaddassa). El seu nom no apareix als diccionaris biogràfics de l'església cristiana. Una possible raó d'aquesta omissió podria ser que, com s'indica a la Història d'al-Muqaffa, en aquell temps la influència de les decisions preses al Concili de Calcedònia era seguit àmpliament tant a Alexandria com a la cort de Constantinoble, la capital de l'Imperi Romà d'Orient.
Els bisbes coptes no estaven reconeguts oficialment i tenien prohibida l'entrada a Alexandria, segons una disposició l'emperador Tiberi II que aplicava Belisari, el governador local. La llei es va continuar aplicant fins i tot després de la mort de Tiberi, amb l'emperador Maurici. Després de l'assassinat de Maurici per part de Flavi Focas, que ja l'havia destituït, la situació religiosa va empitjorar encara més. Un ciutadà d'Alexandria seguidor de les conclusions del Concili de Calcedònia, Eulogi d'Alexandria, va escriure una carta difamatòria sobre Anastasi al nou emperador. Flavi Focas va respondre donant el control de l'Església de Cosme i Damià, i de totes les esglésies que en depenien, a Eulogi, que es va convertir en el patriarca d'Alexandria reconegut legalment, tant per l'autoritat civil com per les Esglésies Catòlica i Ortodoxa. Anastasi, profundament entristit, es va retirar a un monestir proper.
Amb les dificultats que tenia la seva església a tot el país, Anastasi va dedicar més atenció a la millora de les relacions amb altres esglésies amb les que coincidia per una doctrina similar. Va establir contactes amb l'Església d'Antioquia i amb el seu nou patriarca Atanasi I Gammol, que estava en contra de les decisions del Concili de Calcedònia, a diferència del seu predecessor. Quan Anastasi es va assabentar de l'elecció d'Atanasi, li va escriure una carta elogiant-lo per la seva saviesa en retirar el suport al Concili de Calcedònia del seu predecessor i el va instar a establir relacions més estretes, i fins i tot va proposar una fusió entre les esglésies miafisites d'Alexandria i Antioquia. Després de rebre la carta, Atanasi va convocar un sínode local per buscar la manera de respondre al papa copte. El sínode va decidir enviar una delegació a Alexandria per veure si seria possible unir les dues esglésies. La delegació estava formada per Atanasi i cinc bisbes més i en arribar a la ciutat egípcia es van trobar amb Anastasi, presumiblement al monestir on s'allotjava, ja que encara tenia prohibit l'entrada a la ciutat.
Anastasi va convocar tots els bisbes i tot el clergat. El papa i el patriarca van intercanviar una abraçada, un petó de pau i van declarar que les seves dues esglésies estaven unides en la doctrina. Atanasi va estar aproximadament un mes al monestir d'Anastasi i els dos van discutir una gran varietat de temes, i van plantejar com es podia materialitzar aquesta unió. A finals de mes, Atanasi va tornar a Antioquia.
Anastasi va passar els anys restants del seu regnat ocupant-se dels problemes de l'Església copta, sense oblidar les relacions amb l'església d'Antioquia. Va tractar en alguns textos diversos temes teològics i es diu que va escriure prou com per publicar un llibre cada any. Molts d'aquests escrits s'han perdut. L'Església Copta el considera sant.